# Gwyneth Paltrow
Pour les articles homonymes, voir Paltrow.
Gwyneth Paltrow [ˈɡwɪnɨθ ˈpæltroʊ], née le 27 septembre 1972 à Los Angeles, Californie (États-Unis), est une actrice et chanteuse américaine.
Elle est révélée durant les années 1990, par un second rôle dans le thriller Seven (1995), de David Fincher. Elle confirme deux ans plus tard en tenant les premiers rôles féminins des mélodrames Le Talentueux Mr. Ripley et Shakespeare in Love. Ce dernier film lui vaut plusieurs récompenses prestigieuses, dont l'Oscar de la meilleure actrice et le Golden Globe de la meilleure actrice dans un film musical ou une comédie 1999.
Durant les années 2000, elle enchaîne les premiers rôles, souvent romantiques : Duos d'un jour et Un amour infini (2000), L'Amour extra-large (2001), Possession (2002).
Mais seules les comédies dramatiques indépendantes chorales The Anniversary Party et La Famille Tenenbaum, sorties en 2001, sont bien reçues par la critique. Ses projets dramatiques sont des échecs critiques : le biopic Sylvia (2004) et le blockbuster Capitaine Sky et le Monde de demain.
Durant les années 2010, elle accepte des seconds rôles. L'année 2008 est marquée par la sortie de l'acclamé drame Two Lovers, de James Gray, puis du blockbuster Iron Man, de Jon Favreau, ou elle incarne Pepper Potts dans l'univers cinématographique Marvel.
Par ailleurs, elle alimente un site internet controversé pour ses conseils sur la santé et le bien-être.

## Biographie

### Enfance, jeunesse et vie famille
Gwyneth Kate Paltrow est la fille du réalisateur et producteur de télévision Bruce Paltrow et de l'actrice Blythe Danner. Son père est juif et sa mère chrétienne. Elle est élevée en célébrant « les fêtes juives et chrétiennes ». La famille ashkénaze de son père vient de Biélorussie et de Pologne,,, tandis que sa mère a des racines néerlandaises de Pennsylvanie ainsi que des ancêtres irlandais et anglais,,. L'aïeul de Paltrow était un rabbin de Nowogród en Pologne et un descendant de la célèbre famille de rabbins Paltrowicz de Cracovie,.
Gwyneth Paltrow est la sœur de Jake Paltrow, metteur en scène, la nièce du chanteur d'opéra et acteur (en)Harry Danner et la cousine de l'actrice Katherine Moennig. Une autre de ses cousines est Rebekah Paltrow Neumann, épouse d'Adam Neumann, fondateur de WeWork. Elle est également de la famille de la femme politique Gabby Giffords. Son parrain est le réalisateur Steven Spielberg.
Bien que née à Los Angeles en Californie, elle grandit à Santa Monica où elle fréquente la Crossroads School. Elle déménage dans le Massachusetts à l'âge de onze ans pour suivre sa famille sur le tournage d’un film. Elle reçoit alors de ses parents ses premières leçons sur l’art de jouer la comédie. Pourtant, ses parents s'opposent à ce que leur fille s'engage dans une carrière de comédienne. Après avoir été à l'école Saint Augustine By The Sea, elle quitte Los Angeles pour New York, où ses parents et son frère Jake s'installent également. Elle suit alors des études à la Spence School, une école privée pour filles à Manhattan, et en 1987, dans le cadre d'un programme d'échange étudiant, elle passe plus d'un an à Talavera de la Reina en Espagne pour apprendre l'espagnol,. Elle retourne ensuite en Californie, à Santa Barbara, pour étudier l'histoire de l'art à l'université de Californie, puis elle abandonne ses études pour devenir actrice. Ses parents voyageant fréquemment dans le midi de la France pour les vacances durant son enfance, elle sait également converser en français,.

### Vie privée

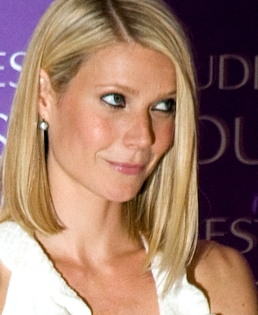
En juillet 2008, pour le lancement du parfum Sensuous, d'Estée Lauder.

Elle a été la petite amie de Brad Pitt durant trois ans, avec qui elle rompt ses fiançailles, ensuite elle fréquente Ben Affleck, pendant trois ans également, puis brièvement Luke Wilson.
Elle a 30 ans lorsque son père meurt des suites d'un cancer de la gorge, elle rencontre la même année Chris Martin, le chanteur de Coldplay, lors d'un concert en backstage. Ils se marient le 5 décembre 2003 et Gwyneth Paltrow donne rapidement naissance à son premier enfant le 14 mai 2004, une fille prénommée Apple. Elle consacre l'année 2004 à sa fille avant d'être enceinte à nouveau et de donner naissance le 8 avril 2006 à un garçon prénommé Moses, en référence à une chanson écrite pour elle en 2003 par Chris Martin. Après les naissances d'Apple et de Moses, Gwyneth est à nouveau enceinte mais fait une fausse couche.
En 2008, Chris Martin et elle sont élus « le couple de célébrités le plus énervant de l'année » par la BBC.
En 2011, elle découvre que la famille de son père descend d'une lignée de rabbins d'Europe de l'Est, ce qui l'inspire pour éduquer ses enfants de manière judaïque, sans pour autant être croyante,,. Trois ans plus tard, elle se convertit au judaïsme.
En 2013, elle est élue « plus belle femme du monde » par le magazine People,.
Le 25 mars 2014, elle annonce sur son blog qu'elle se sépare de Chris Martin. Elle quitte alors Londres et retourne vivre à Los Angeles.
En 2016, elle officialise sa relation avec le producteur Brad Falchuk rencontré sur le plateau de Glee en 2010. Ils se fiancent le 7 janvier 2018 et se marient le 29 septembre 2018. Ensemble, ils pratiquent la méditation transcendantale.
En 2017, elle a révélé que pendant le tournage d’Emma (1996), le producteur Harvey Weinstein lui avait fait des avances sexuelles non désirées. Elle s’est confiée à son fiancé de l’époque, Brad Pitt, qui a ensuite confronté le producteur lors d’un événement de l’industrie. Weinstein a ensuite averti Paltrow de ne le dire à personne d’autre. Elle a été, en 2017, une source majeure pour un article écrit par les journalistes d’investigation du New York Times Jodi Kantor et Megan Twohey sur les cas d’abus sexuels de Harvey Weinstein.

### «Bien-être»

En 2008, Gwyneth Paltrow lance Goop (en), un site internet dédié au bien-être. La communauté scientifique et de nombreux professionnels de santé critiquent les produits, conseils et avis, parfois mensongers voire dangereux basés sur la pseudoscience, qui y sont prodigués (œuf de jade dans le vagin, lien entre soutien-gorge et cancer, compléments alimentaires, lavement intime par vapeur infrarouge ou avec du café, patch guérisseur…),,,,,.
L'Express souligne qu'avec un nombre d'abonnés important, ce site devient, en quelques années, « une référence incontournable en matière de détox et de philosophie de vie holistique », entrainant des revenus importants pour l'actrice au milieu des années 2010.
En parallèle elle publie des livres comme Goop Clean Beauty chez Hachette ou organise des séminaires coûteux mais suivis. Une décennie après le web, elle publie avec Condé Nast un magazine reprenant les thèmes « santé », « alimentation », « mode » ou « bien-être » de son site internet. Diffusée trimestriellement, c'est une collaboration entre l'équipe de Gwyneth Paltrow et l'éditeur américain.

### Divers engagements
Gwyneth Paltrow est une artiste engagée dans des actions caritatives. Elle est ambassadrice de Save the Children, une organisation sensibilisant à la Journée mondiale de la pneumonie. Elle est membre du conseil d'administration de la fondation Robin Hood, une organisation caritative qui travaille à la réduction de la pauvreté à New York.
En octobre 2014, elle organise une collecte de fonds du parti démocrate à laquelle participe le président Barack Obama dans sa résidence privée à Los Angeles.
En mai 2019, Paltrow et l'acteur Bradley Whitford organisent une collecte de fonds pour le candidat démocrate à la présidence, le maire Pete Buttigieg.
En avril 2020, Gwyneth Paltrow, ainsi que d'autres célébrités, discutent en Zoom sur Internet de la pandémie de COVID-19 avec l'immunologiste Anthony Fauci afin d'encourager à adopter les précautions appropriées parmi leurs abonnés.

### Procès de 2023
Le 26 février 2016, Gwyneth Paltrow prend une leçon de ski avec un moniteur au Deer Valley Resort lorsqu'elle est victime d'une collision avec un opticien skiant sur la même piste. L'homme âgé de 76 ans accuse l'actrice de lui avoir foncé dessus par-derrière et décide de la poursuivre en justice en lui réclamant plus de trois millions de dollars, lui imputant le fait de s'être enfuie et donc de ne pas lui avoir porté assistance, puis de « négligence simple », lorsque cet homme se rend compte qu'il ne peut pas prouver le délit de fuite. Il lui réclame dès lors 300 000 dollars. Les examens effectués par les experts prouvant que l'opticien est bien responsable de l'accident, l'actrice remporte son procès en mars 2023, mais elle ne réclame aucune somme au titre des dommages subis,.

## Début de carrière

### Débuts au cinéma et au théâtre (1990-1995)
En 1990, elle joue au théâtre aux côtés de sa mère au Williamstown Theater dans la pièce Picnic. Des critiques encourageantes l'incitent à abandonner ses études d'anthropologie pour devenir actrice à plein temps.
Elle fait ses débuts au cinéma dans le film Un cri du cœur, (1991) de Jeffrey Hornaday, en donnant la réplique à John Travolta et Heather Graham. La même année, elle assiste avec son père à une projection du Silence des agneaux en compagnie de Steven Spielberg et de son épouse Kate Capshaw (que Bruce Paltrow avait dirigée en 1982 dans le film A Little Sex) : la même année, le cinéaste a alors l'idée de lui proposer le rôle de la jeune Wendy dans Hook, une réinvention du classique de la littérature Peter Pan, que le cinéaste tourne en 1991. Elle obtient l'année suivante le rôle principal dans le téléfilm Cruel Doubt.
La jeune actrice enchaîne dès lors des rôles secondaires dans des productions diverses : le thriller Malice, en 1993, le biopic Mrs Parker et le Cercle vicieux en 1994) ou encore la romance Jefferson à Paris, de James Ivory, (1995).

#### Révélation et consécration (1995-1999)
Mais c'est la sortie du thriller Seven de David Fincher en 1995, qui la révèle à une audience mondiale. Le succès international du film, associé à son nouveau statut de petite amie de Brad Pitt, lui apporte une notoriété soudaine. Son rôle étant relativement réduit, c'est d'ailleurs davantage à son état civil qu'elle doit désormais sa renommée, que pour ses talents d’actrice. Toutefois, le tout Hollywood ne reste pas insensible à sa beauté diaphane et elle se voit cantonnée à des personnages féminins à la fois romantiques et fragiles, comme en témoignent ses prestations dans Emma, l'entremetteuse (1996), De Grandes Espérances (1998), Du venin dans les veines (1998) et Pile et Face (1998).
Durant cette période d'ascension, seul le drame indépendant Double Mise, première réalisation de Paul Thomas Anderson, sorti en 1996, lui permet de livrer une performance plus complexe, en prostituée esseulée et tourmentée. Cette performance précède celle de la reconnaissance critique.
En 1999, à 27 ans, l'actrice décroche l'Oscar de la meilleure actrice pour son rôle d'apprentie comédienne dans Shakespeare in Love, romance historique de John Madden. Cette consécration professionnelle survient après sa rupture d'avec Brad Pitt. Le long-métrage remporte 7 Oscars au total, dont celui du meilleur film, battant au passage les films de guerre La Ligne rouge de Terrence Malick et Il faut sauver le soldat Ryan, de Steven Spielberg. Cette foison de récompenses sera ainsi rapidement critiquée, certains journalistes y voyant une œuvre largement surestimée . L'actrice alimente aussi les tabloïds en parallèle : elle tombe en effet sous le charme, à la ville comme à l'écran, de son partenaire Ben Affleck.

#### Confirmation en demi-teinte (2000-2007)

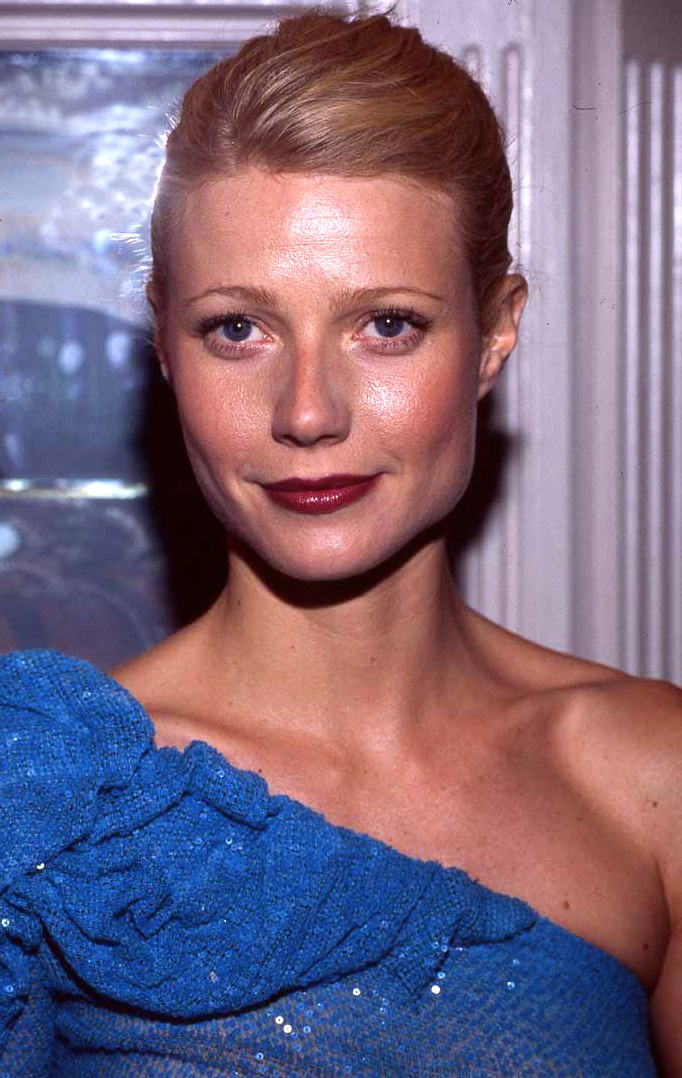
Au Festival International du Film de Toronto de 2000, pour la présentation de Duets.

Elle enchaîne avec des productions mineures : elle est convoitée par les duos Michael Douglas / Viggo Mortensen dans le thriller Meurtre parfait et Jude Law / Matt Damon dans le plus psychologique Le Talentueux Mr. Ripley, d'Anthony Minghella.
Elle s'aventure dans un registre plus léger, et fait ainsi preuve d'autodérision en interprétant une chanteuse de karaoké sous la direction de son père dans la comédie musicale Duos d'un jour (2001), devient le pur fantasme de Jack Black dans la potache L'Amour extra-large des frères Farrelly (2002), et rêve de « s'envoyer en l'air » dans l'ouvertement futile Hôtesse à tout prix en (2003). Elle fait aussi partie de la distribution de stars réunies par Wes Anderson en 2002 pour former La Famille Tenenbaum, une comédie dramatique décalée et ambitieuse, acclamée par la critique.
En 2003, elle tente de revenir vers un registre plus dramatique en interprétant le rôle-titre du biopic Sylvia, de Christine Jeffs, qui passe néanmoins inaperçu commercialement, et est mal reçu par la critique. Elle poursuit l'année suivante en participant à son premier blockbuster : le futuriste et ambitieux Capitaine Sky et le Monde de demain, mis en scène par Kerry Conran. Les critiques américaines sont positives, mais c'est un nouvel échec commercial.
Elle poursuit sur cette lignée pour ses films suivants : seul se distingue le drame Proof, dont elle joue le rôle principal, entourée d’Anthony Hopkins et Jake Gyllenhaal, et sorti en 2005, qui récolte de bonnes critiques et lui vaut une nomination aux Golden Globes. En revanche, les comédies Courir avec des ciseaux, de Ryan Murphy, et Love (et ses petits désastres), d'Alek Keshishian, sont des échecs critiques et commerciaux.
Depuis 2005, elle est le visage de la marque de parfums Estée Lauder .

#### Seconds rôles et séries (2008-)
En 2008 elle incarnera Pepper Potts la secrétaire du super héros Iron Man, porté par la star Robert Downey Jr.. Le film est un succès critique et commercial mondial et lance une nouvelle franchise. Son rôle de Pepper Potts, est développé dans les opus suivants, Iron Man 2, et Iron Man 3. Parallèlement, elle s'investit dans des projets indépendants.

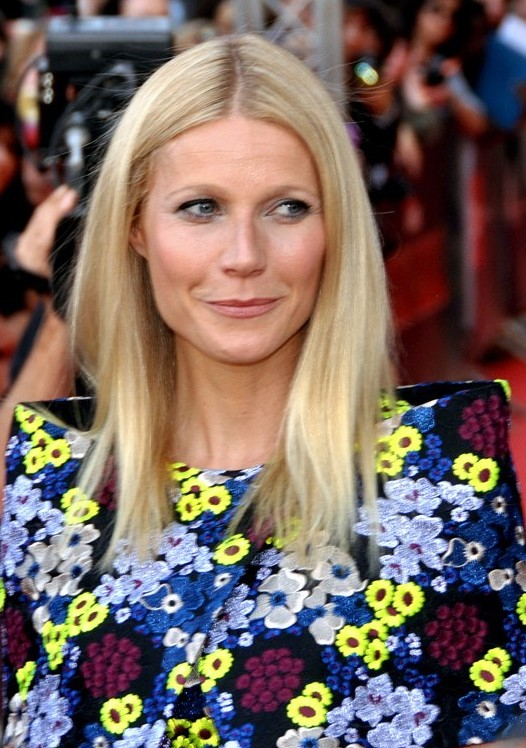
Sur le tapis rouge d'Iron Man 3, à Paris.

En 2008, elle joue l'une des deux femmes faisant douter Joaquin Phoenix dans le drame indépendant Two Lovers de James Gray, qui reçoit d'excellentes critiques. Mais le drame musical Country Strong, écrit et réalisé par Shana Feste, dont elle joue le rôle principal, est mal reçu par la critique, tout comme la comédie chorale Sex Therapy, de Stuart Blumberg, qui passe quant à elle inaperçue.
En 2011, elle fait partie du casting de stars convoqué par Steven Soderbergh pour le salué thriller psychologique Contagion.
Mais c'est en 2010, en acceptant l'offre de Ryan Murphy d'apparaître dans sa série musicale Glee, qu'elle confirme son retour. Durant trois épisodes, elle y incarne une professeur remplaçante du nom de Holly Holliday. Dans les épisodes sept, quinze et dix-sept de la saison 2, elle interprète respectivement la chanson de Cee Lo Green Forget You et celle de Rihanna Umbrella, Landslide de Stevie Nicks, Do You Wanna Touch Me? (Oh Yeah) de Joan Jett, Kiss de Prince, ainsi que celle de Adele Turning Tables. Sa performance lui permet de décrocher l'Emmy Award de la meilleure guest dans une comédie en 2011.
Elle décide alors de travailler avec le créateur de la série, Ryan Murphy, pour porter une comédie musicale, One Hit Wonder. Mais le projet n'aboutit pas. L'actrice se contente donc d'apparaître dans deux nouveaux épisodes de Glee (les 100 et 101), diffusés en 2014.
En 2015, l'actrice joue dans la comédie Charlie Mortdecai, réalisée par le scénariste à succès David Koepp, où elle joue la compagne du héros incarné par Johnny Depp. Le film est un énorme échec critique et commercial.
L'année suivante, avec Ryan Murphy, elle tente d'adapter One Hit Wonder en série télévisée. Le projet est rebaptisé The Politician, dont huit épisodes sont commandés par Netflix.
Elle reprendra sont rôle de Pepper Potts dans Spider-Man: Homecoming (2017), Avengers: Infinity War (2018) et Avengers: Endgame (2019).

## Filmographie

### Cinéma

#### Longs métrages

##### Années 1990
- 1991 : Un cri du cœur (Shout) de Jeffrey Hornaday : Rebecca
- 1991 : Hook de Steven Spielberg : Wendy jeune
- 1993 : Malice d'Harold Becker : Paula Bell
- 1993 : Flesh and Bone, de Steven Kloves : Ginnie
- 1994 : Mrs Parker et le Cercle vicieux (Mrs. Parker and the Vicious Circle) d'Alan Rudolph : Paula Hunt
- 1995 : Jefferson à Paris (Jefferson in Paris) de James Ivory : Patsy Jefferson
- 1995 : Seven de David Fincher : Tracy Mills
- 1995 : Moonlight et Valentino (Moonlight and Valentino) de David Anspaugh : Lucy Trager
- 1996 : Le Porteur de cercueil (The Pallbearer) de Matt Reeves : Julie DeMarco
- 1996 : Emma, l'entremetteuse (Emma) de Douglas McGrath : Emma Woodhouse
- 1997 : Double Mise (Hard Height) de Paul Thomas Anderson : Clementine
- 1998 : Pile et Face (Sliding Doors) de Peter Howitt : Helen
- 1998 : De grandes espérances (Great Expectations) d'Alfonso Cuarón : Estella
- 1998 : Du venin dans les veines (Hush) de Jonathan Darby : Helen Baring
- 1998 : Meurtre parfait (A Perfect Murder) d'Andrew Davis : Emily Bradford Taylor
- 1998 : Shakespeare in Love de John Madden : Viola De Lesseps
- 1999 : Le Talentueux Mr. Ripley (The Talented Mr. Ripley) d'Anthony Minghella : Marge Sherwood

##### Années 2000
- 2000 : Duos d'un jour (Duets) de Bruce Paltrow : Liv
- 2000 : Un amour infini (Bounce) de Don Roos : Abby Janello
- 2001 : The Anniversary Party d'Alan Cumming et Jennifer Jason Leigh : Skye Davidson
- 2001 : La Famille Tenenbaum (The Royal Tenenbaums) de Wes Anderson : Margot Tenenbaum
- 2001 : L'Amour extra-large (Shallow Hal) des frères Farrelly : Rosemary
- 2002 : Austin Powers dans Goldmember (Austin Powers in Goldmember) de Jay Roach : elle-même/Penny Sénorme
- 2002 : Possession de Neil LaBute : Maud Bailey
- 2003 : Hôtesse à tout prix (View from the Top) de Bruno Barreto : Donna Jensen
- 2003 : Sylvia de Christine Jeffs : Sylvia Plath
- 2004 : Capitaine Sky et le Monde de demain (Sky Captain and the World of Tomorrow) de Kerry Conran : Polly Perkins
- 2005 : Proof de John Madden : Catherine
- 2006 : Scandaleusement célèbre de Douglas McGrath : Kitty Dean
- 2006 : Courir avec des ciseaux (Running with Scissors) de Ryan Murphy : Hope Finch
- 2006 : Love (et ses petits désastres) (Love and other disasters) d'Alek Keshishian : elle-même interprétant Jacks
- 2007 : The Good Night de Jake Paltrow : Dora
- 2008 : Iron Man de Jon Favreau : Pepper Potts
- 2008 : Two Lovers de James Gray : Michelle Rausch

##### Années 2010
- 2010 : Iron Man 2 de Jon Favreau : Pepper Potts
- 2011 : Country Strong de Shana Feste : Kelly Canter
- 2011 : Contagion de Steven Soderbergh : Beth Emhoff
- 2012 : Avengers de Joss Whedon : Pepper Potts
- 2012 : Sex Therapy de Stuart Blumberg : Phoebe
- 2013 : Iron Man 3 de Shane Black : Pepper Potts
- 2015 : Charlie Mortdecai de David Koepp : Johanna Mortdecai
- 2017 : Spider-Man: Homecoming de Jon Watts : Pepper Potts
- 2018 : Avengers: Infinity War de Anthony et Joe Russo : Pepper Potts
- 2019 : Avengers: Endgame de Anthony et Joe Russo : Pepper Potts

##### Années 2020
- 2025 : Miracle on 74th Street de Rachel Israel
- 2025 : Marty Supreme de Josh Safdie

### Télévision

#### Téléfilms
- 1992 : Cruel Doubt (en) d'Yves Simoneau : Angela Pritchard
- 1993 : Sous la menace d'un père (Deadly Relations) de Bill Condon : Carol Ann Fagot Applegarth Holland

#### Séries télévisées
- 2010-2011 et 2014 : Glee : Holly Holliday (5 épisodes)
- 2019- 2020 : The Politician : Georgina Hobart
- 2023 : American Horror Stories : Daphne (voix) (saison 3, épisode 2)

## Distinctions

### Récompenses

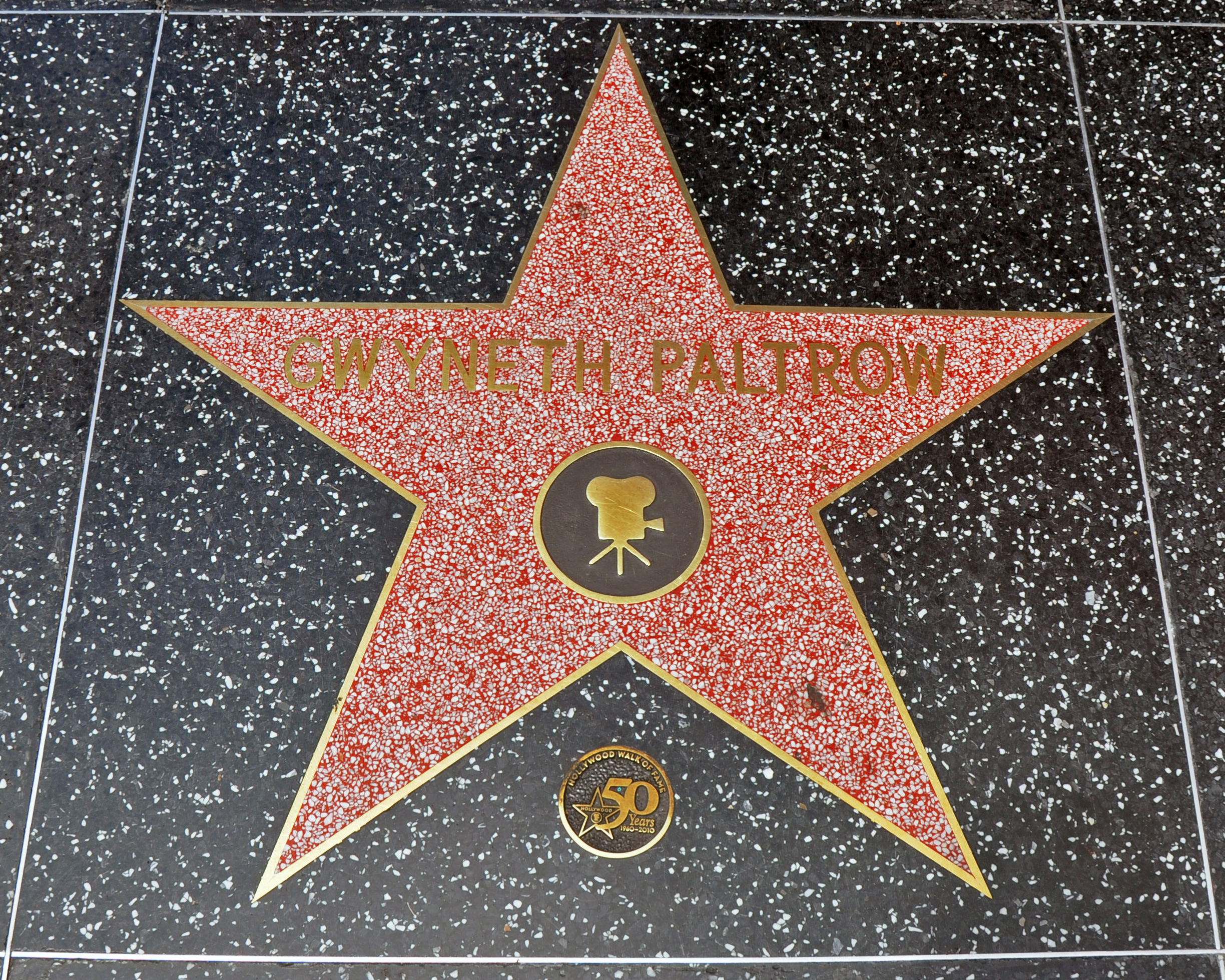
Son étoile sur le Hollywood Walk of Fame, inaugurée en décembre 2010.

- Son étoile sur le Hollywood Walk of Fame, inaugurée en décembre 2010.Golden Globes 1999 : Meilleure actrice pour Shakespeare in Love
- MTV Movie Awards 1999 : meilleur baiser pour Shakespeare in Love partagé avec Joseph Fiennes.
- Oscars 1999 : Meilleure actrice pour Shakespeare in Love
- Screen Actors Guild Awards 1999 : Meilleure actrice dans un premier rôle, Meilleure distribution pour Shakespeare in Love
- Empire Awards 2000 : Meilleure actrice pour Shakespeare in Love
- Primetime Emmy Awards 2011 : Meilleure actrice invitée dans une série télévisée comique pour Glee

### Nominations
- British Academy Film Awards 1999 : Meilleure actrice dans un drame romantique pour Shakespeare in Love
- Chicago Film Critics Association Awards 1999 : Meilleure actrice pour Shakespeare in Love
- MTV Movie Awards 1999 : meilleur baiser pour Shakespeare in Love partagé avec Joseph Fiennes
- Online Film Critics Society Awards 1999 : meilleure actrice pour Shakespeare in Love
- Southeastern Film Critics Association Awards 1999 : meilleure actrice pour Shakespeare in Love
- MTV Movie Awards 2001 : meilleur baiser pour Bounce partagé avec Ben Affleck.
- MTV Movie Awards 2005 : meilleur baiser pour Capitaine Sky et le monde de demain partagé avec Jude Law.
- Primetime Emmy Awards 2013 : Meilleure série d'information pour Stand Up to Cancer partagée avec Joel Gallen (Producteur exécutif), Nikki Varhely-Gillingham (Productrice superviseur), Rick Austin (Producteur superviseur) et Emily Wolfe (Productrice).

## Voix francophones
En version française, Gwyneth Paltrow est doublée à titre exceptionnel dans les années 1990 par Barbara Tissier dans Hook ou la Revanche du capitaine Crochet, Micky Sébastian dans Flesh and Bone, Anneliese Fromont dans Moonlight et Valentino, Claire Keim dans Emma, l'entremetteuse et Gaëlle Savary dans Le Porteur de cercueil. Entre 1995 et 2003, Juliette Degenne la double à quatre reprises dans Seven, Double Mise, Austin Powers dans Goldmember et Sylvia.
La doublant pour la première fois en 1998 dans Pile et Face, Barbara Kelsch devient par la suite la voix régulière de Gwyneth Paltrow. Elle la retrouve notamment dans De grandes espérances, Shakespeare in Love, La Famille Tenenbaum, Possession, Scandaleusement célèbre, l'univers cinématographique Marvel, Two Lovers, Contagion ou encore The Politician.
En parallèle, elle est notamment  doublée à trois reprises par Hélène Bizot dans Capitaine Sky et le monde de demain, Love (et ses petits désastres) et Glee tandis qu'elle est doublée à deux reprises chacune par Marie-Laure Dougnac dans Du venin dans les veines et The Anniversary Party ainsi que par  Françoise Cadol dans Le Talentueux Mr. Ripley et Un amour infini. Enfin, elle est doublée à titre exceptionnel par Stéphanie Murat dans Meurtre parfait, Delphine Moriau dans Proof, Laura Zichy dans The New Normal  et Sophie O dans Sex Therapy.
En version québécoise, Natalie Hamel-Roy est la voix régulière de l'actrice pour la majorité de ses films, étant sa voix dans  Malice, Sept, Emma, Les Portes du Destin, Shakespeare et Juliette, L'Énigmatique M. Ripley, À tout hasard, Soirée d'Anniversaire, Austin Powers contre l'homme au membre d'or, Sylvia, Capitaine Sky et le monde de demain ou encore La Preuve Irréfutable.
Mélanie Laberge la double dans l'univers cinématographique Marvel, tandis qu'elle est doublée à titre exceptionnel par Geneviève De Rocray dans Capitaine Crochet, Lisette Dufour dans Le Porteur de cercueil, Nathalie Coupal dans Meurtre parfait et Isabelle Leyrolles dans Contagion.